# Empetrum asiaticum
Empetrum asiaticum là một loài thực vật có hoa trong họ Thạch nam. Loài này được Nakai ex H. Itô mô tả khoa học đầu tiên năm 1936.